# Coroisânmărtin, Mureș
Coroisânmărtin (în maghiară Kóródszentmárton, în germană Martinsdorf) este satul de reședință al comunei cu același nume din județul Mureș, Transilvania, România.

## Istoric
Satul a fost atestat documentar în anul 1324 cu numele de Sanctus Martinus.

## Localizare
Satul se întinde pe râul Târnava Mică, la 30 km de Târgu Mureș și aproximativ 30 km de Târnăveni, pe drumul județean Bălăușeri - Târnăveni.

## Demografie
Numărul locuitorilor satului Coroisânmartin la recensământul din 1992 era de 441 de locuitori, dintre care 177 români, 222 maghiari, 40 țigani ș.a.

## Personalități
- Octavian Șchiau (1930–2013), filolog
- Gheorghe Suciu (1876 - 1950), deputat în Marea Adunare Națională de la Alba Iulia 1918

## Imagini

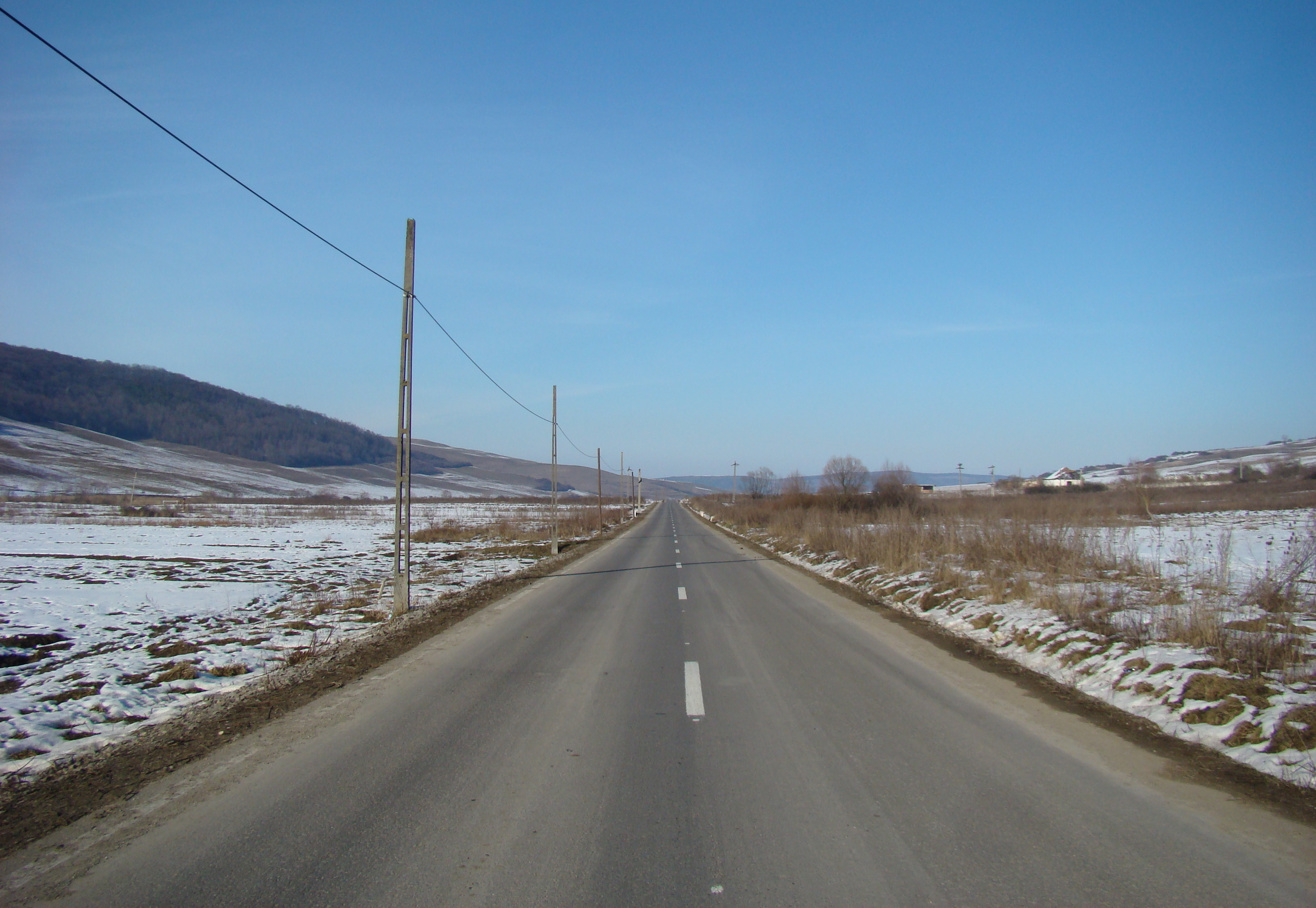
Drumul Coroisânmărtin-Zagăr
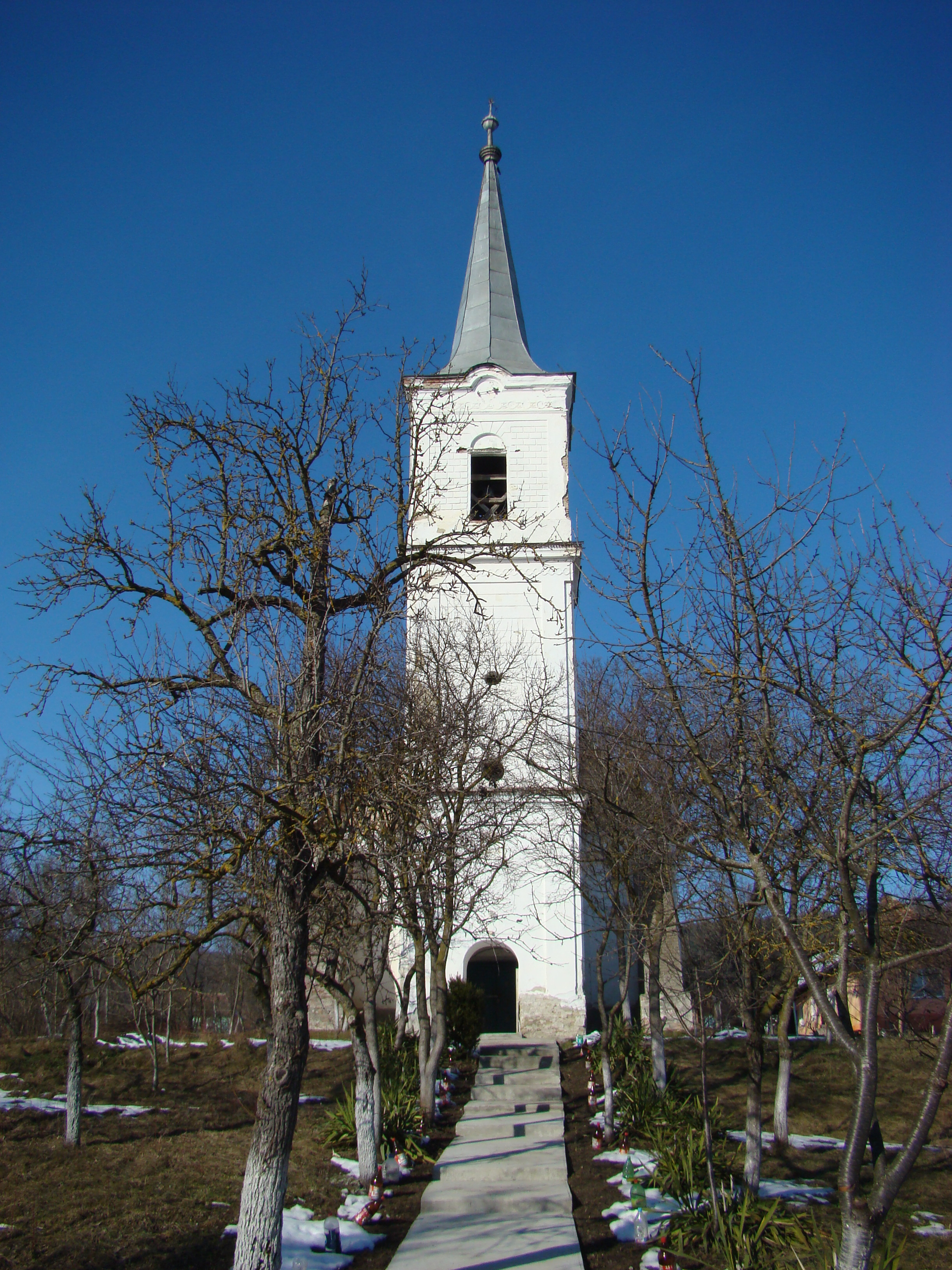
Biserica reformată (1829)
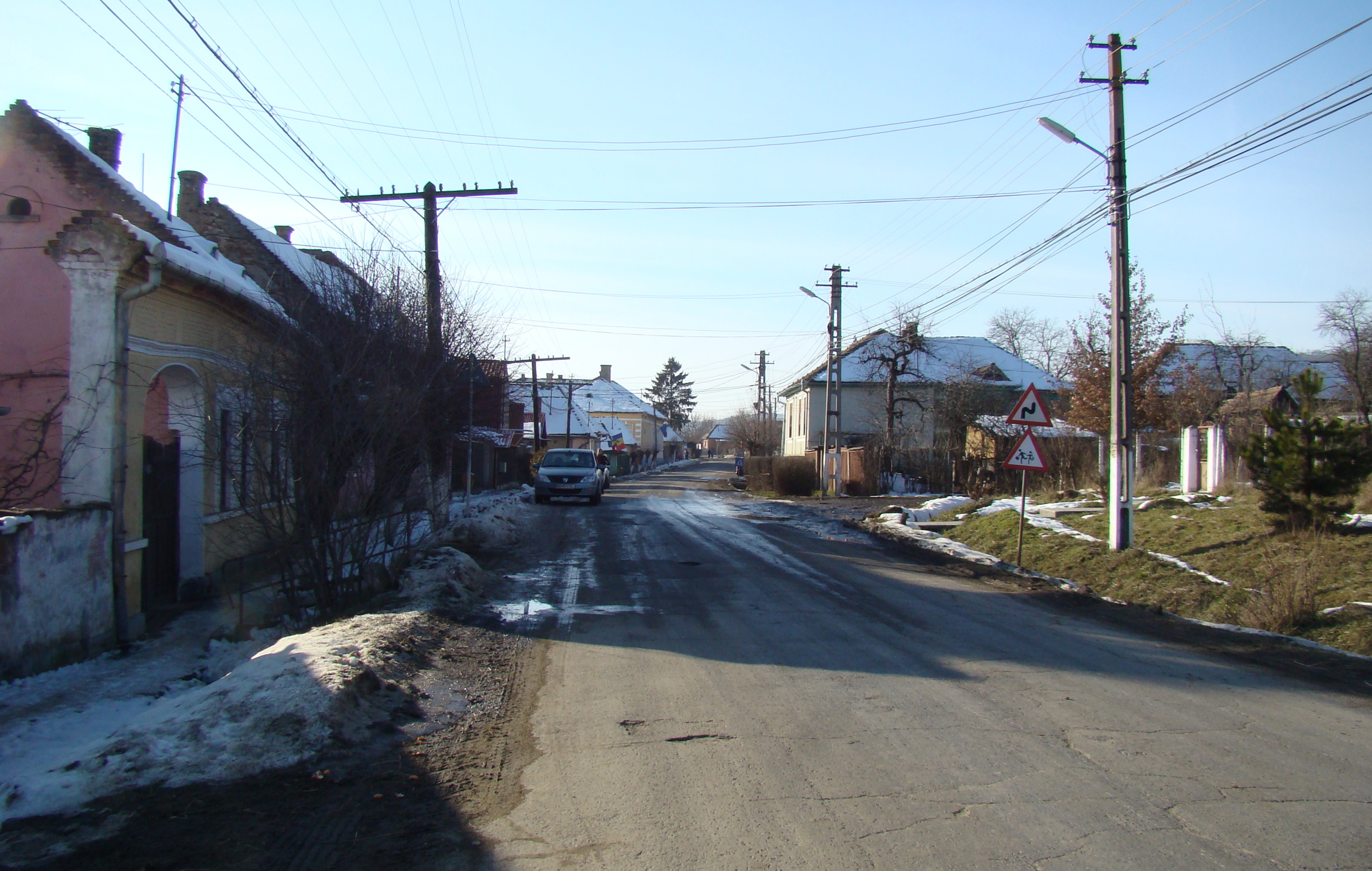
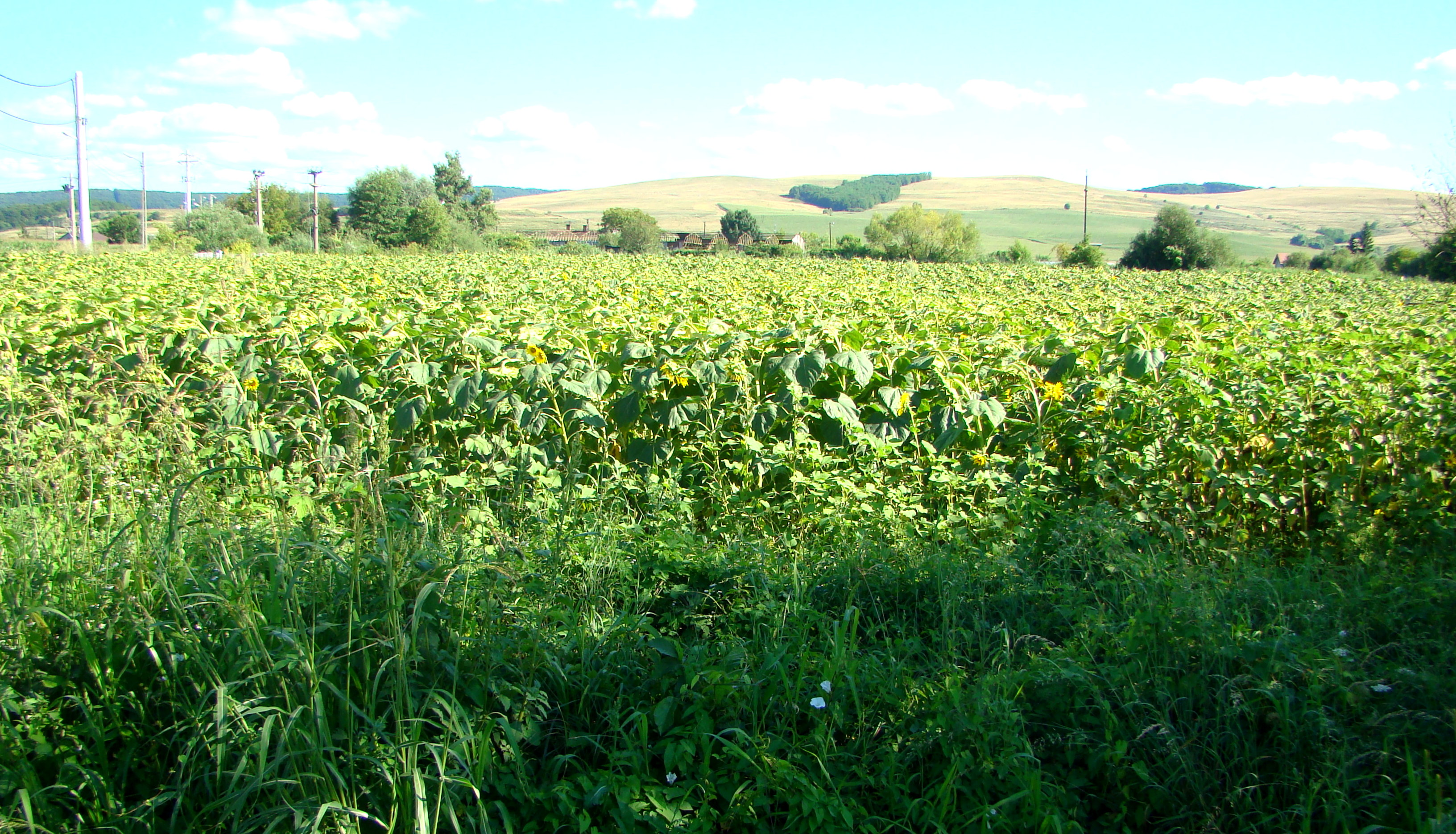
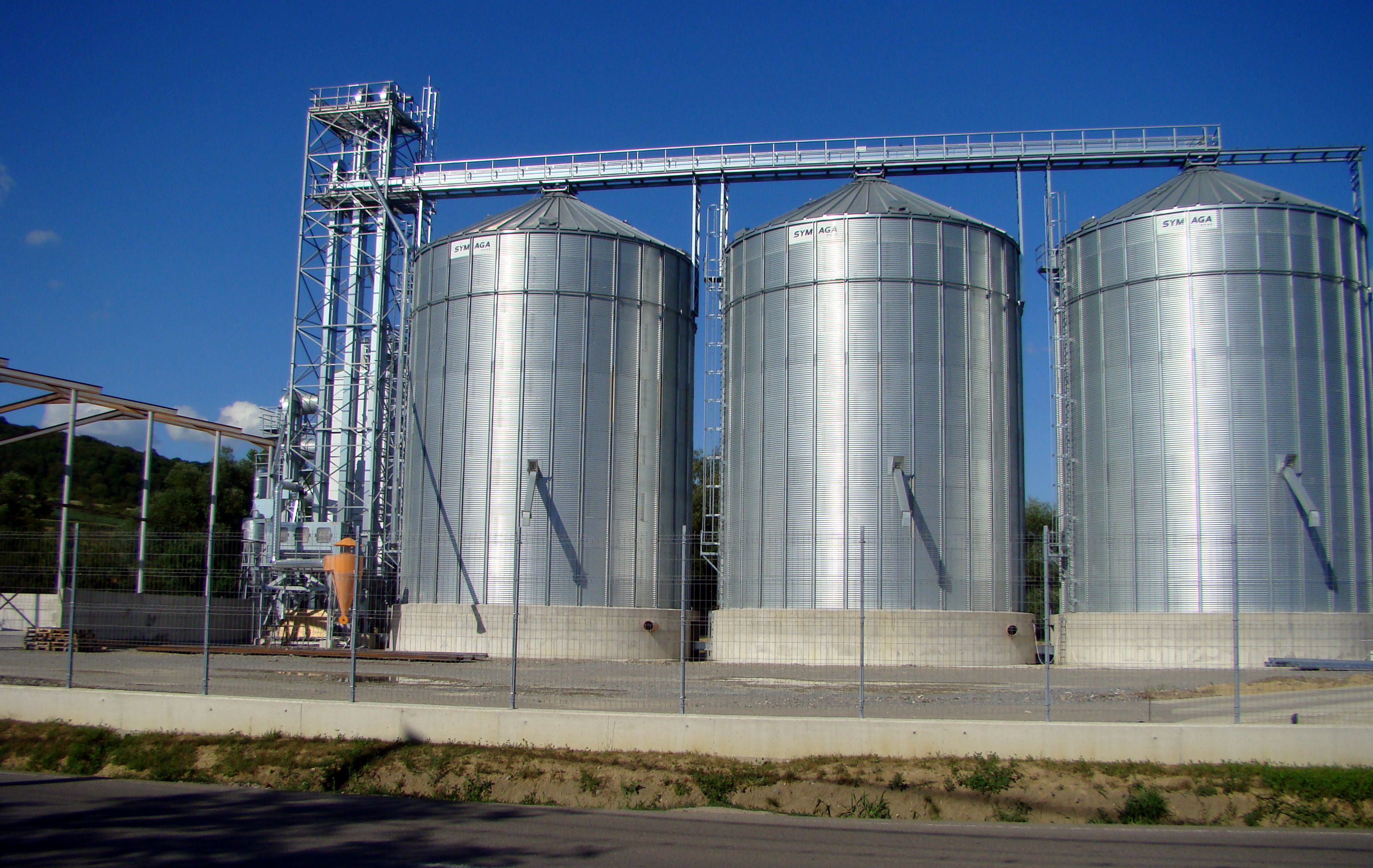
Silozurile Symaga